# Imants Lieģis
Imants Viesturs Lieģis, né au Royaume-Uni le 30 avril 1955 est un diplomate et homme politique letton membre de l'Union civique (PS) qui a occupé le poste de ministre de la Défense de Lettonie, entre 2009 et 2010. Il est ambassadeur de Lettonie en France de avril 2016 à février 2020.
Il parle couramment l'anglais et le français, en sus du letton.

## Biographie

### Formation
Né à Meriden au Royaume-Uni, il y a effectué l'ensemble de ses études supérieures. Il commence par étudier le droit à l'Université de Newcastle upon Tyne entre 1973 et 1976, puis rejoint, jusqu'en 1977, l'École de droit (College of Law) d'Angleterre et du Pays de Galles de Guilford.

### Début de carrière
De 1979 à 1991, il travaille comme notaire public de diverses sociétés aussi bien à Londres qu'à Nottingham. À partir de 1989 et pendant deux ans, il devient représentant de l'Association mondiale de la Baltique en Europe.
Il est ensuite engagé comme consultant sur les affaires concernant la Communauté européenne et le Conseil de l'Europe en janvier 1992 par le ministère letton des Affaires étrangères, et le reste jusqu'en août suivant.
En janvier 1993, il obtient le même poste à l'ambassade de Lettonie au Royaume-Uni, pour neuf mois. En effet, il est nommé vice-secrétaire d'État au ministère letton des Affaires étrangères en septembre 1993.

### Diplomate letton
Il abandonne ce poste dès le mois de janvier suivant, à la suite de sa nomination comme conseiller à l'ambassade de Lettonie en Suède pour une durée de trois ans. À partir de janvier 1997, Imants Lieģis devient chargé d'affaires à l'ambassade en Belgique. En avril suivant, il est nommé ambassadeur de Lettonie auprès des trois pays du Benelux, siégeant à l'ambassade de Bruxelles. Il conserve ce poste jusqu'en janvier 2000, lorsqu'il est désigné ambassadeur à l'OTAN.
Rappelé en Lettonie en 2004, il retrouve un poste de vice-secrétaire d'État au ministère letton des Affaires étrangères et dirige le département de la Politique de sécurité et des Organisations internationales jusqu'à sa nomination comme ambassadeur au sein du comité politique et de sécurité (CoPS) de l'Union européenne en janvier 2005. En août 2008, il devient ambassadeur de Lettonie en Espagne. En septembre 2012, il devient ambassadeur en Hongrie. Le 24 février 2016, il est nommé ambassadeur en France par le président Raimonds Vējonis.

### Vie politique
Imants Lieģis est nommé ministre de la Défense dans le gouvernement de Valdis Dombrovskis le 12 mars 2009. Indépendant de tout parti politique, il a été proposé à ce poste par le nouveau parti de l'Union civique (PS), dirigé par Sandra Kalniete, et l'a occupé jusqu'au 3 novembre 2010. Le lendemain, il est désigné président de la commission parlementaire des Affaires européennes, ayant été élu député à la Saeima aux élections législatives du 2 octobre.
Il a adhéré à l'Union civique (PS) en 2010, qui a fusionné l'année suivante au sein du parti Unité.